# Jean-Guy Wallemme
Jean-Guy Wallemme (* 10. August 1967 in Maubeuge) ist ein ehemaliger französischer Fußballspieler und heutiger -trainer. Er trainiert seit 2020 den französischen Club Fréjus-Saint-Raphaël FC.

## Karriere als Spieler

### Verein
In seiner Spielerkarriere war Wallemme für den RC Lens (1986 bis 1998 und 2001/02), dazwischen bei Coventry City, dem FC Sochaux und der AS Saint-Étienne aktiv. Mit Lens gewann er auch den französischen Meistertitel; 1995 wurde er zudem mit der Étoile d’Or als saisonbester Feldspieler in der ersten französischen Liga ausgezeichnet.

## Karriere als Trainer
In seinen letzten Jahren als Spieler konnte Wallemme bereits im Trainergeschäft schnuppern. Bei der AS Saint-Étienne war er Spielertrainer. Weitere Stationen als Trainer: RC Paris, FC Rouen, KSK Ronse, US Roye, Paris FC, RC Lens (für diesen 2011 auch Scout) und seit 2011 die Nationalauswahl Kongos. Wallemme ist in Doppelfunktion seit 2012 Trainer bei AJ Auxerre. Mit diesem stieg er im gleichen Jahr aus der Ligue 1 ab. Dennoch hielt er dem Klub die Treue.